# Indie na Zimowych Igrzyskach Olimpijskich 2006
Indie na Zimowych Igrzyskach Olimpijskich 2006 reprezentowało 4 sportowców.

## Wyniki

### Saneczkarstwo
Mężczyźni
- Shiva Keshavan

jedynki – 25. miejsce

### Biegi narciarskie
Mężczyźni
- Bahadur Gupta

sprint – 78. miejsce

### Narciarstwo alpejskie
Mężczyźni
- Hira Lal

gigant – DNF
Kobiety
- Neha Ahuja

gigant – 42. miejsce
slalom – 51. miejsce